# Huba (skała)
Huba – skała we wsi Muchówka w województwie małopolskim, w powiecie bocheńskim, w gminie Nowy Wiśnicz. Pod względem geograficznym rejon ten należy do Pogórza Wiśnickiego w obrębie Pogórza Zachodniobeskidzkiego.
Huba zbudowana jest z piaskowca. Znajduje się w lesie na grzbiecie Paprockiej, na wysokości około 400 m n.p.m. Dojść do niej można z drogi Muchówka – Rajbrot idąc leśną drogą zaczynającą się w odległości około 150 m od cmentarza wojennego nr 303 – Rajbrot (w kierunku Muchówki). Skała znajduje się w odległości kilkuset metrów od drogi, po jej prawej stronie. Na jej północnej ścianie o szerokości 3 m uprawiany jest bouldering. Jest 13 dróg wspinaczkowych (baldów) o trudności od 5+ do 7a w skali francuskiej. Pozycje startowe do dróg zaznaczone są na skale żółtą strzałką. Start do wszystkich dróg z pozycji siedzącej lub stojącej.
Huba jest jedną z czterech skał zaliczanych do grupy Nowa Muchówka. Pozostałe skały (Przedszkole, Kamień z Drzewem i Kamień z Jamą) znajdują się kilkaset metrów dalej, za szlabanem i małą polanką. Na nich również uprawiany jest bouldering.
1. Coxit; 6a
2. Bez klamy; 6a
3. Syrena; 6c (wyjście Kometą)
4. Ry-ty-tyry; 6b

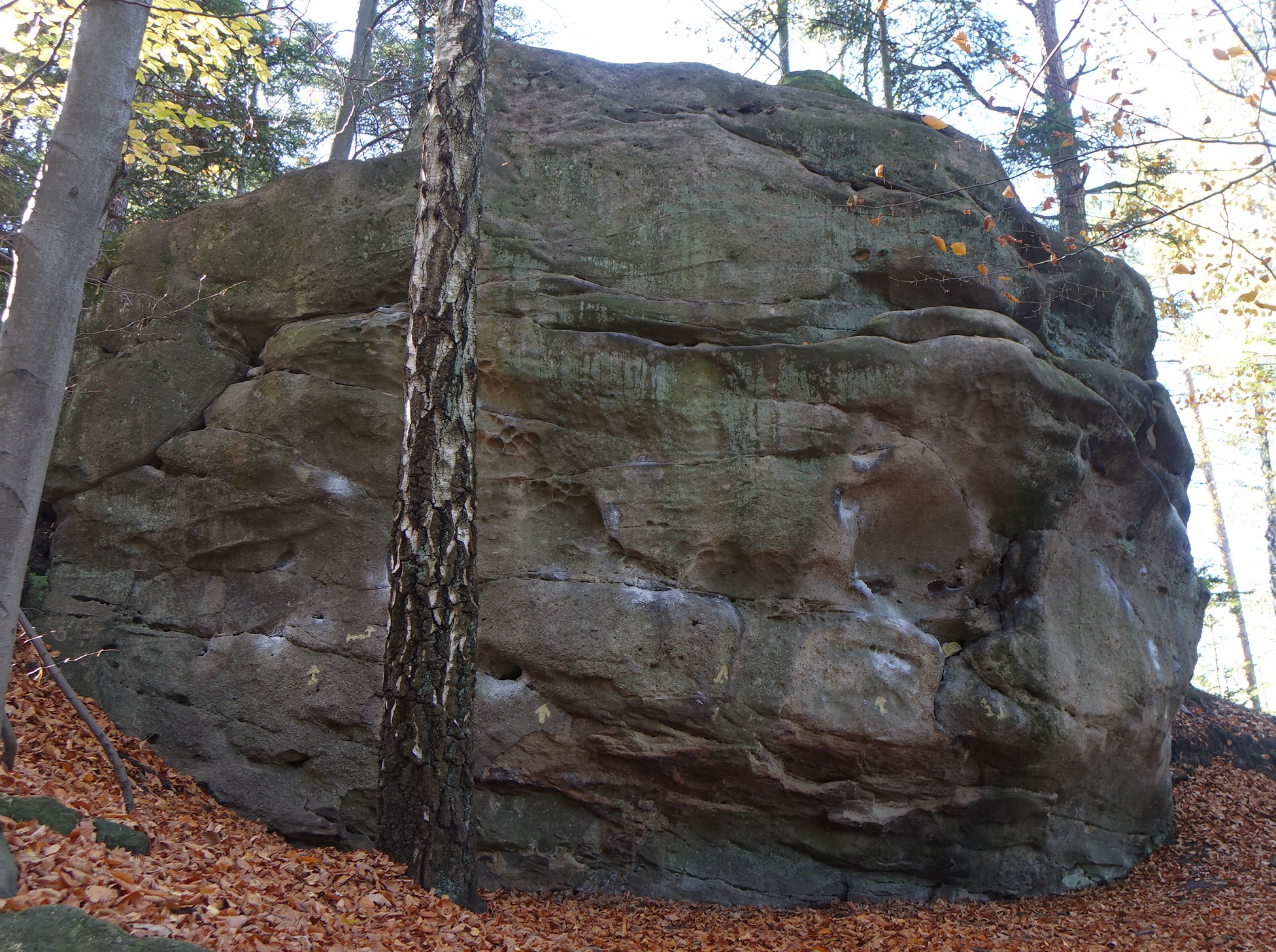
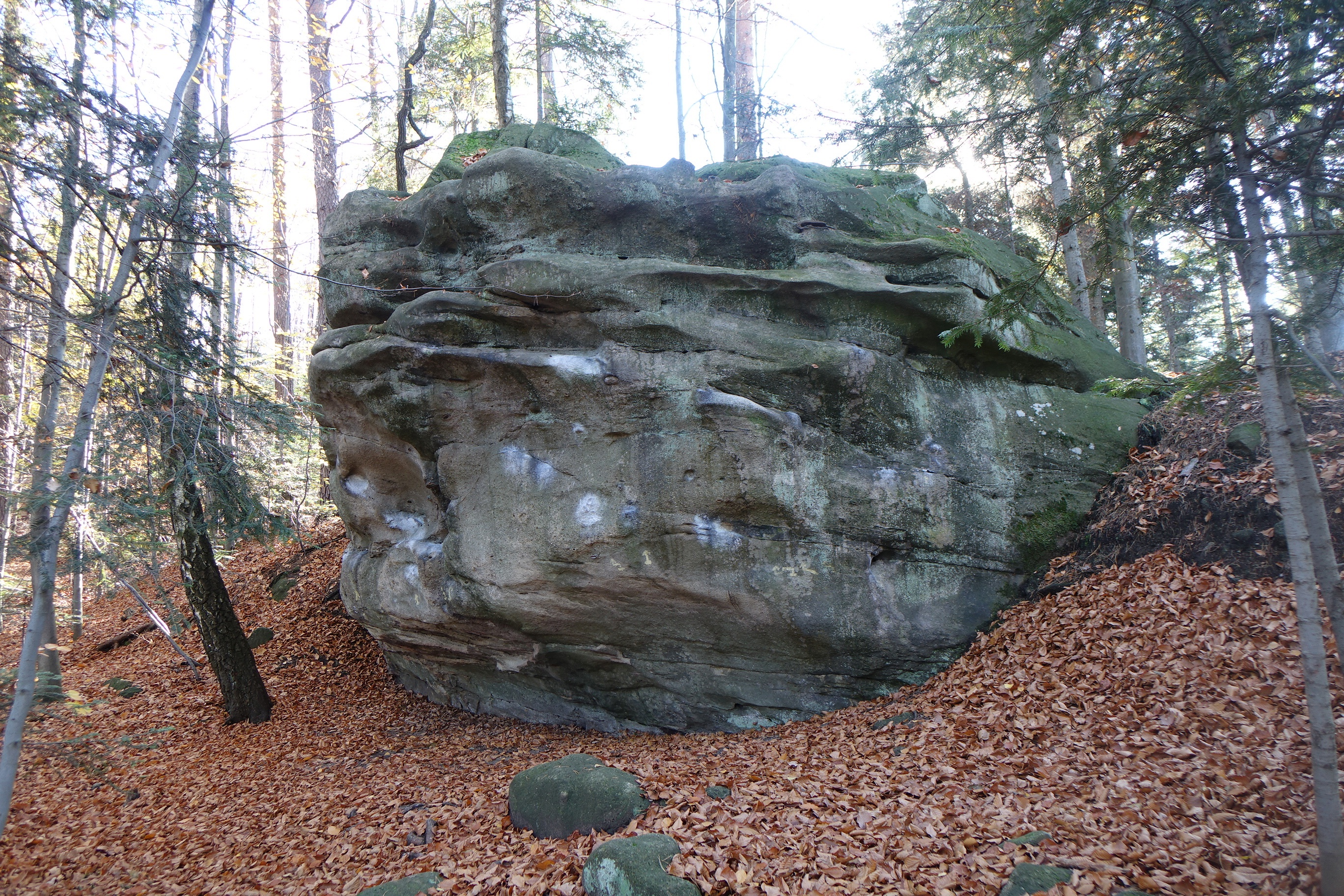
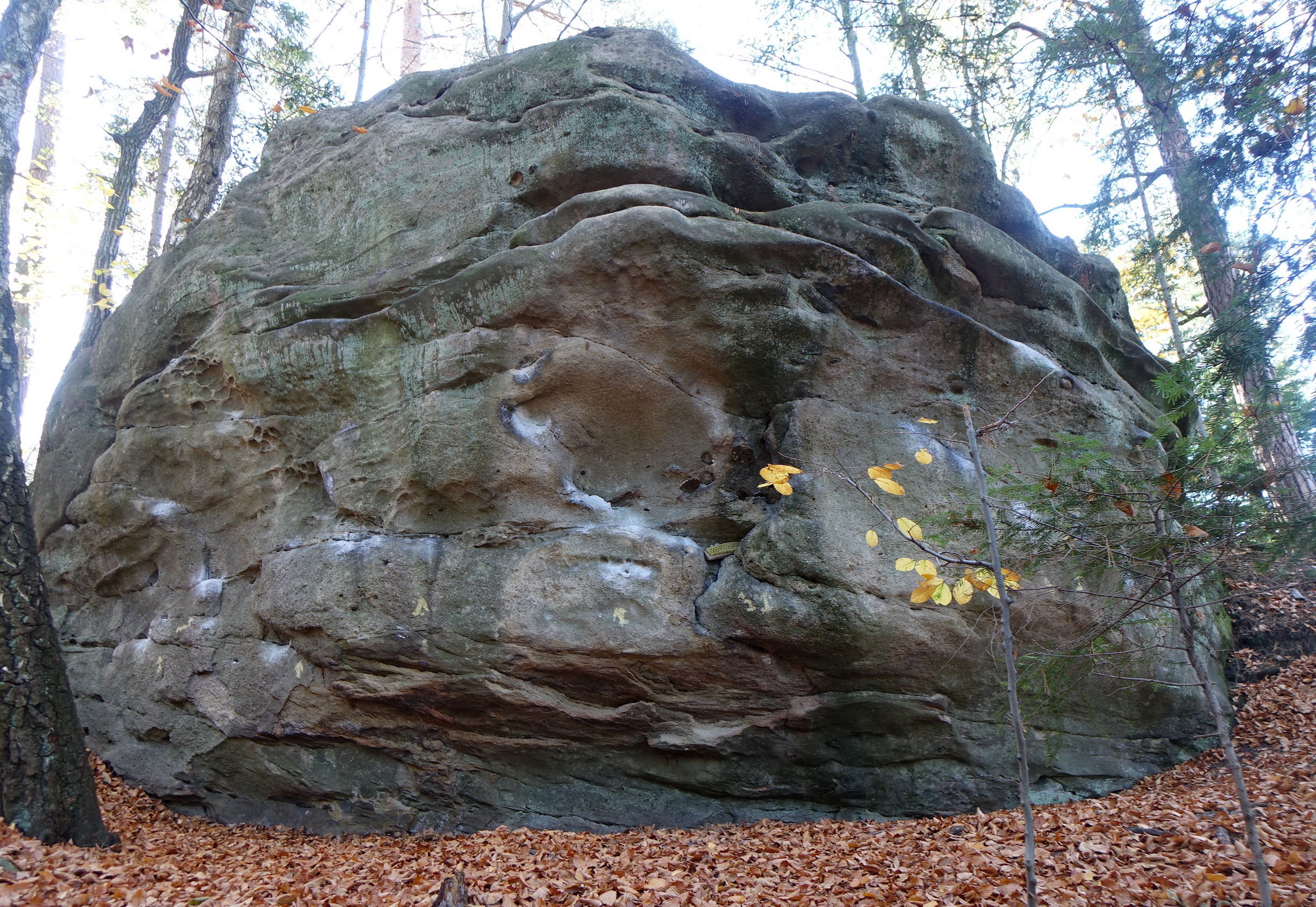
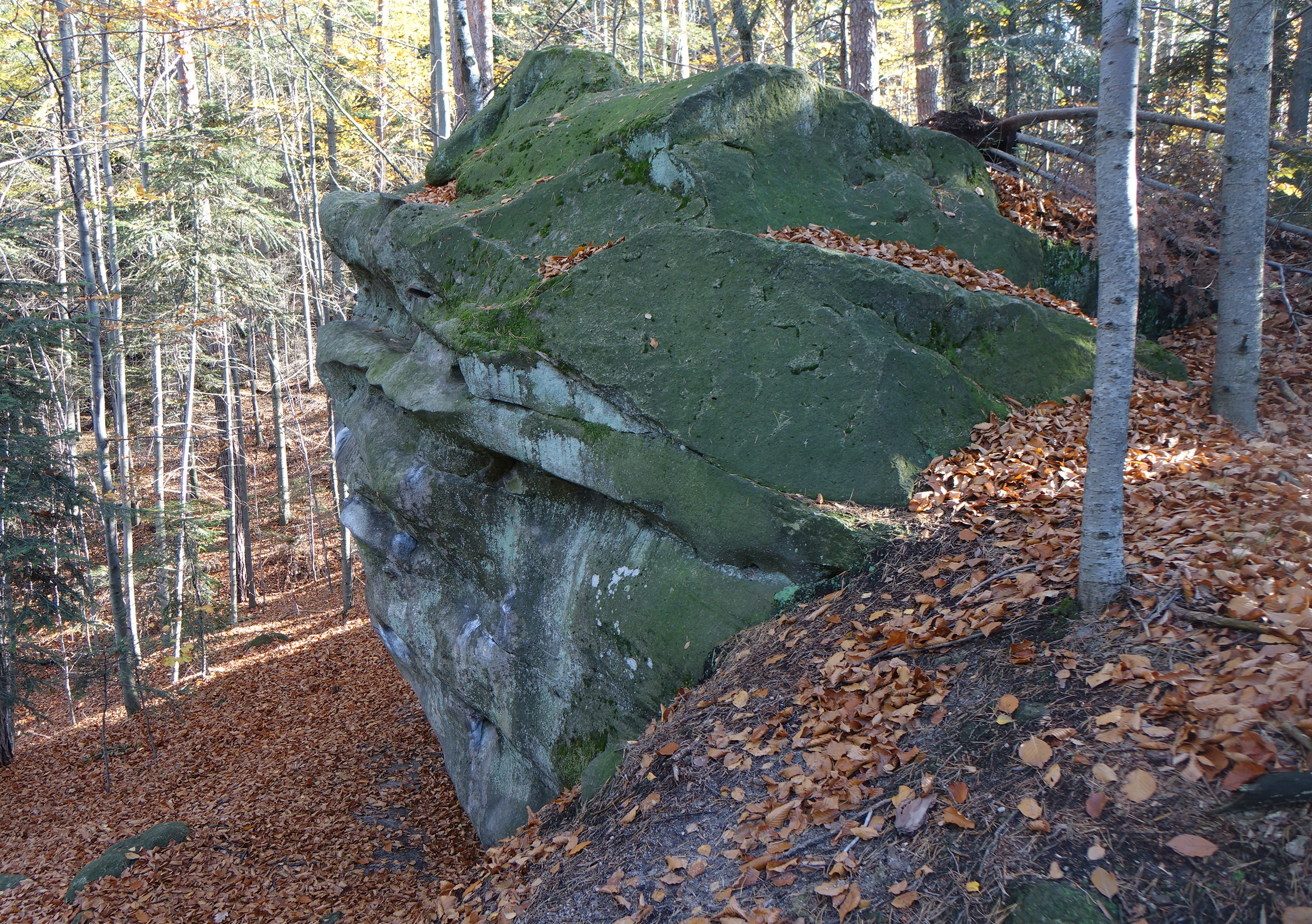
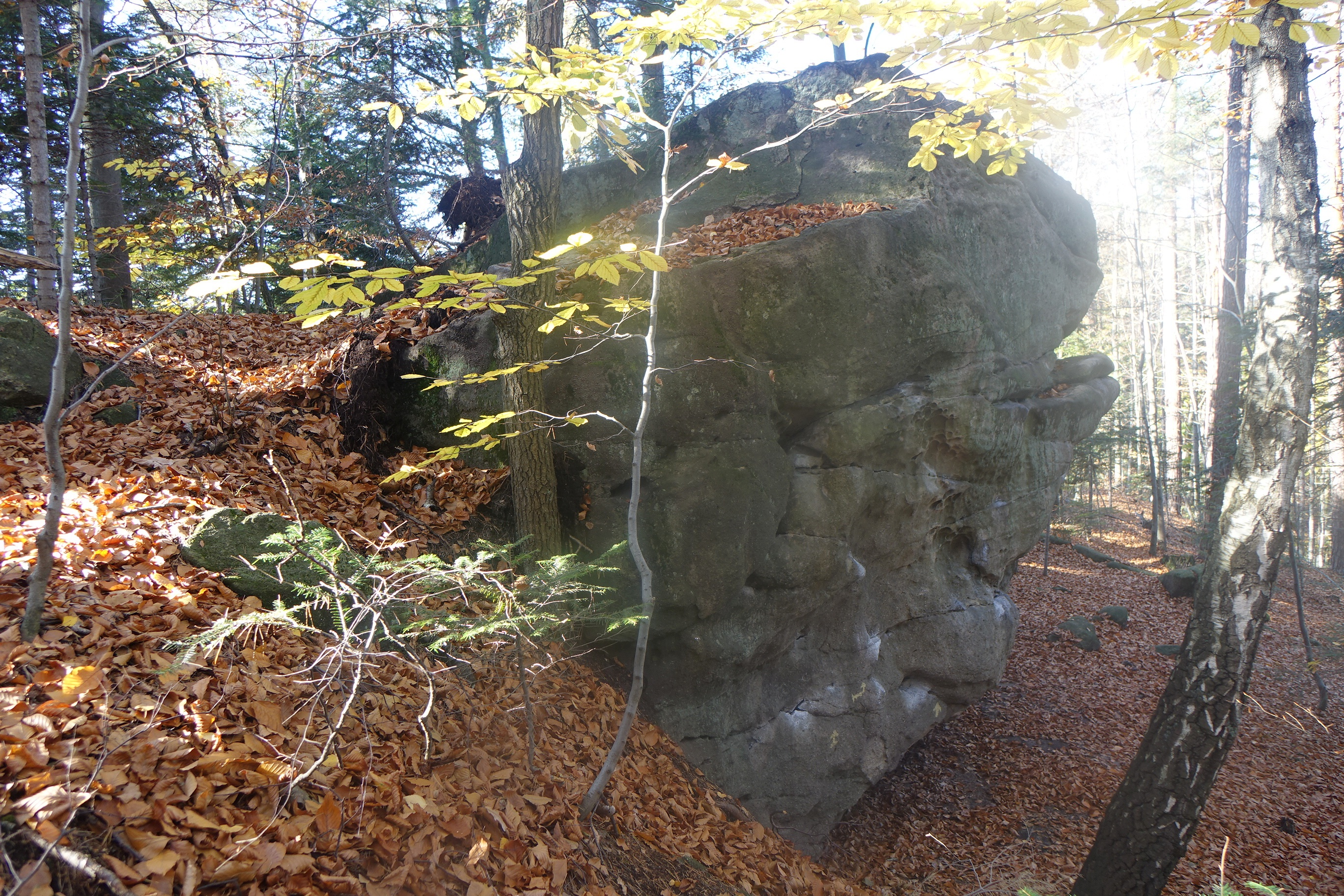

5. Moje lewe płuco; 6b (start z półki)
6. Hitler-Jungen; 6b+
7. Kometa; 5+
8. Zaklinacz oczu; 7b
9. Pusterka; 7a (z oczek i odciągu)
10. Kleszczoland; 7b+ (wyjście Ry-ty-tyry)
11. Trawers; 6b (dolną półką)
12. Gospodarz radzi; (z dużego odciągu)
13. Pan na oblajach; 6a+ (z oblaków pod ryską)[1].